# 西第八村
西第八村是河北省景县北留智镇下辖的一个行政村，位于景县东南部，西与东地八村相邻，距南运河0.5公里．相传因明朝在此屯军，名为第八屯而得名．
人口约二百人，人均田地四亩，部分为沙土地，适宜种植花生；早先村中房屋多为黄土干垒建造，并成为特色，现已不多见。